# 山东省统计局
山东省统计局是中华人民共和国山东省人民政府主管统计和国民经济核算工作的直属机构。

## 历史沿革
1949年12月，山东省财政经济委员会计划处内设统计组，负责施政统计及社会经济统计工作。1952年3月，改为统计处，负责组织全省的统计工作。
1953年3月14日，山东省人民政府成立山东省人民政府统计局。下设办公室、综合统计科、工业统计科、农业统计科、贸易统计科、财政金融统计科、基本建设统计科、社会统计科等8个科室。
1955年3月，改称山东省人民委员会统计局。1959年2月，改称山东省计划委员会统计局。同年7月，改回山东省人民委员会统计局。
1966年文化大革命开始后，山东省统计工作遭受破坏。1968年6月，山东省统计局撤销，统计工作并入山东省革命委员会生产指挥部计划办公室。1970年，统计机构改称山东省革命委员会生产指挥部计划办公室统计组。1976年，改称统计处。1978年，改称山东省计委统计局。1979年10月，重新设立山东省革命委员会统计局。1979年12月，复设山东省人民政府，统计机构改称山东省统计局。

## 机构设置
内设机构
- 办公室（政策法规处）
- 人事处
- 统计执法监督局
- 统计设计管理处
- 国民经济综合统计处
- 国民经济核算处
- 工业统计处
- 固定资产投资统计处
- 贸易外经统计处
- 城镇化和人口就业统计处（社会科技和文化产业统计处）
- 农村统计处
- 能源统计处
- 服务业统计综合处
- 财务处
- 机关党委
- 离退休干部处

直属事业单位
- 山东省统计数据管理中心
- 山东省社会经济调查中心
- 山东省服务业调查中心
- 山东省统计资料管理中心
- 山东省统计科学研究所
- 山东省统计普查中心（山东省社情民意调查中心）

各市统计局
- 济南市统计局
- 青岛市统计局
- 淄博市统计局
- 枣庄市统计局
- 东营市统计局
- 烟台市统计局
- 潍坊市统计局
- 济宁市统计局
- 泰安市统计局
- 威海市统计局
- 日照市统计局
- 临沂市统计局
- 德州市统计局
- 聊城市统计局
- 滨州市统计局
- 菏泽市统计局

## 历任领导
历任局长
| 姓名   | 任期                  | 备注  |
| ------ | --------------------- | ----- |
| 于清波 | 1954年4月－1956年4月  |       |
| 王梦玉 | 1956年4月－1959年2月  |       |
| 乔瀚   | 1960年10月－1963年6月 |       |
| 钟德田 | 1963年6月－1970年     |       |
| 管戈   | 1979年12月－1981年7月 |       |
| 宋毅   | 1981年7月－1983年2月  |       |
| 赵宗岐 | 1983年5月－1988年2月  |       |
| 姜开业 | 1988年2月－1991年6月  |       |
| 张义国 | 1991年6月－2003年4月  |       |
| 杜昌祚 | 2003年4月－2010年1月  |       |
| 刘俭朴 | 2010年1月－2012年9月  |       |
| 潘振文 | 2012年9月－2016年9月  | [ 3 ] |
| 陈迪桂 | 2016年9月－2018年11月 | [ 4 ] |
| 郭训成 | 2018年11月－2020年6月 |       |
| 辛树人 | 2020年6月－           |       |